# Otoni de Paula Pai
Otoni Moura de Paulo, também conhecido como Otoni de Paula Pai (Magé, 3 de janeiro de 1953 – Rio de Janeiro, 27 de maio de 2024) foi um pastor, servidor público e político brasileiro, pai do deputado federal Otoni de Paula.

## Carreira
Foi eleito vereador de Nova Iguaçu em 1988, ocupando o cargo entre 1989 e 1992. Em 2002 e 2018, concorreu sem sucesso a deputado estadual pelo Rio de Janeiro, estando filiado ao PTdoB e ao Solidariedade, respectivamente. Em 2020, concorreu a vereador na cidade do Rio de Janeiro, novamente pelo Solidariedade e não sendo eleito. Em 2022, foi eleito deputado estadual do Rio de Janeiro pelo MDB, com 41 932 votos. Na ALERJ, presidiu a Comissão de Defesa Civil.
Morreu no dia 27 de maio de 2024, aos 71 anos, vítima de um câncer de fígado.